# Arab–izraeli konfliktus

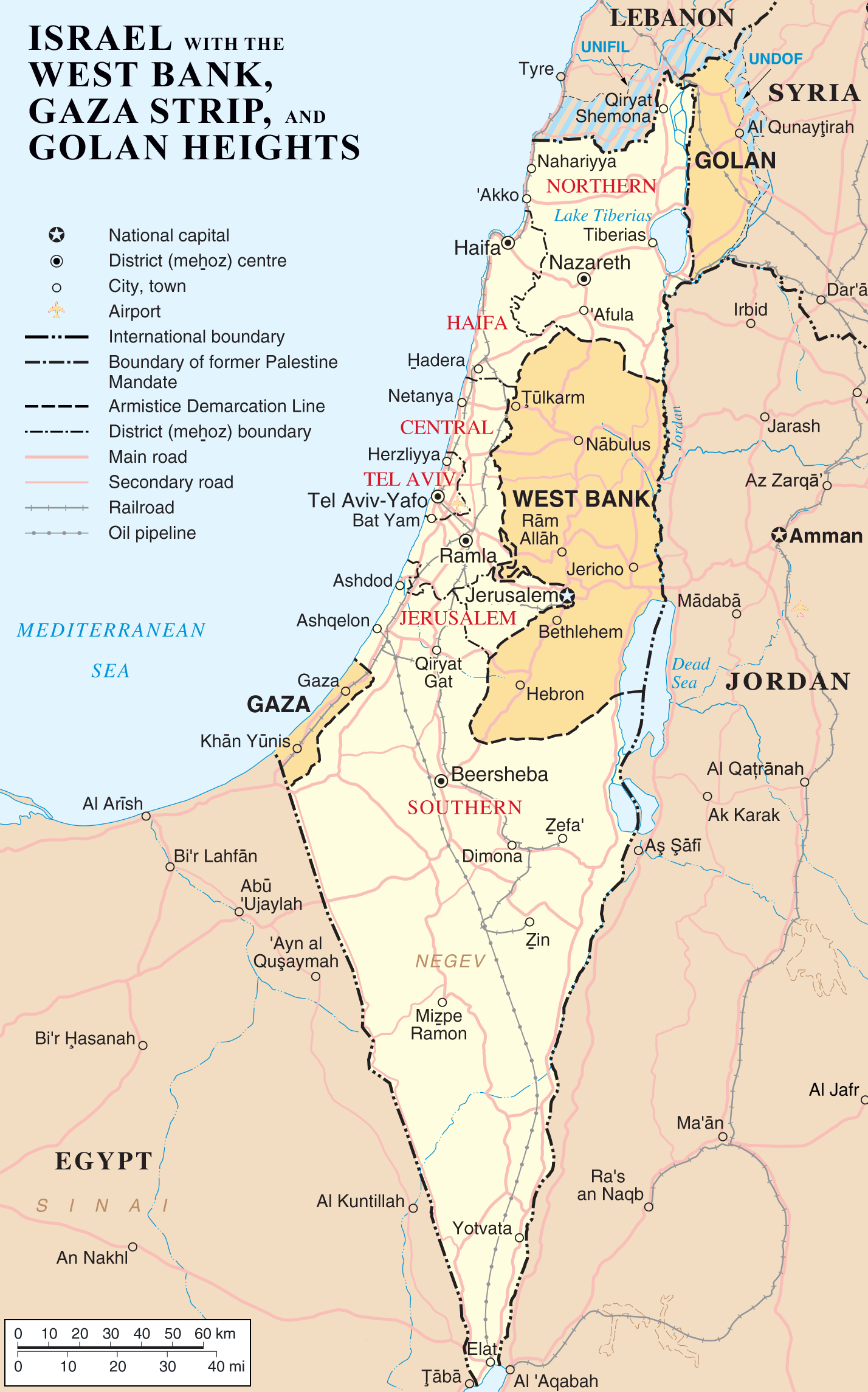
Izrael ENSZ-térképe a 2004 januári állapotok szerint

Az arabok és Izrael közti konfliktus – noha a zsidó állam csak 1948 óta létezik hivatalosan – a palesztinai zsidó és arab lakosság közti összecsapások formájában a 20. század eleje óta folyik változó intenzitással hadi, politikai és gazdasági síkon. A kérdés a hidegháborúnak köszönhetően kapott világpolitikai súlyt, mivel az Amerikai Egyesült Államok feltétlen támogatását élvező Izrael ellenében a Szovjetunió (miután kezdetben támogatta a független Izrael létrehozását, és elismerte az új államot) az arab államokat nyerte meg magának. A kétpólusú világrend felbomlása és néhány végeredményben eredménytelen békekezdeményezés azonban nem vetett véget a konfliktusnak, melyben mindkét oldal az emberi jogok szempontjából kifogásolható eszközökkel él. Jórészt a konfliktus hozadéka a palesztinok nemzettudatának kialakulása, de a sokszínű zsidóság nemzetté kovácsolódása is.
A mai értelemben vett arab–izraeli konfliktus előzményei a tágabb történelmi múltban keresendők, azonban maga a kifejezés a 20. században lett használatos a század történéseire.

## Előzmények
Az érintett területen körülbelül 3400-3500 éve élnek héberek, de előtte az i. e. 3. évezred végén, a 2. évezred elején kánaániták szemita törzsei telepedtek meg itt, innen ered Kánaán neve, majd a hükszoszok hódították meg, az i. e. 16–12. században pedig egyiptomi tartománnyá vált. Héber népcsoportok az i. e. 15–14. században érkeztek a területre királyságot alapítva, majd később a nyugat felől i. e. 13–12. században betelepedő filiszteusokról kapta Palesztina nevét. (A filiszteusok népét az i.e. 6. század végétől többé nem említik írásbeli források, valószínűleg eltűntek, felszívódtak a környező népek között.) A királyság kettészakadását követően (Izrael, Judea) a déli térséget i. e. 586-ban az Újbabiloni Birodalom igázta le (→ „babiloni fogság”). Nagy Sándor hódításait követően makedón, majd ptolemaida egyiptomi, később a Szeleukida uralom alá került. A Szeleukidák elleni felkelés révén létrejött a második önálló zsidó állam a makkabeusok uralma alatt, amely i. e. 63-tól a Római Birodalom fennhatósága alá került. Az i. sz. 66–73 közötti zsidó-római háború és a Bar Kohba-lázadás (132–135) után Syria Palaestina néven római provinciaként egyesült. Ezt követően a zsidó lakosság nagy része kivándorolt, diaszpórába kényszerült. 395-ben a Bizánci Birodalom tartománya lett, majd csak a 7. században került arab fennhatóság alá, akik a kalifátusokhoz csatolták. A megmaradt lakosság nagy része átvette az arab nyelvet és felvette a muszlim vallást. A kis-ázsiai szeldzsuk-török fejedelemség (1072) után 1099-ben a keresztesek létrehozták a feudális jeruzsálemi királyságot. Szaladin hadai döntötték meg 1187-ben. A 13. század második felétől mameluk uralom alatt állt, majd 1516-1517-től 1918-ig az Oszmán Birodalom tartománya.

### A 19. század végéig
A 19. század második felében Európában felerősödött az antiszemitizmus. (→ Zsidó holokauszt)
Az ez időben kialakuló cionista mozgalom miatt egyre fokozódott a zsidók bevándorlása az akkori Palesztina területére. A különböző méretű bevándorlási hullámoknak (alíjáknak) köszönhetően növekvő számú zsidó telepek (kibucok és később a mósávok) egy idő után a helyi arab lakosok és arab vezetők egy részében ellenérzéseket váltottak ki. 1914-ig a zsidók gyakorlatilag a török hatóságok engedélye nélkül telepedtek le főként araboktól megvásárolt vagy bérelt földterületeken. Kivétel ez alól például Tel-Aviv, aminek területét a török hatóságoktól vették meg 1909-ben a Zsidó Nemzeti Alap pénzügyi támogatásával. Kezdetben, a 19. század végén csak kisebb atrocitások érték a bevándorlókat, majd idővel, a 20. század elején már halálos áldozatokat is követeltek az összetűzések (például 1909 húsvétja). Mindeközben a letelepedett, főként mezőgazdasági munkákból élő, szocialista szellemben szerveződő zsidók egyre hatékonyabban kezdték kialakítani mindennapjaikat: újságok, könyvek nyomtatása, iskolák, kórházak, klinikák, tangazdaságok alapítása stb. Többek között megalakultak a zsidó önvédelmi őrsök, amiket főként az Orosz Birodalomból emigráltak szerveztek meg az ottani pogromok ellen kidolgozott elveik szerint. Egyelőre csak a telepek önálló védelmét látták el, ezek még nem voltak egységes védelmi rendszerré összehangolva. Az őrsök önkéntes jellegűek, a telepek (általában férfi) lakosaiból szerveződtek.
1909-ben megalakult az első zsidó önvédelmi szervezet, a Hasómér (magyarul: Őrszem). Ekkoriban mintegy 40 fővel rendelkezett, aratás idején ez kiegészült 250 fős tartalékos állománnyal. Európából egyre-másra telepedtek be az elüldözött zsidók (második alija), a cionista ellenes fellépések egyre gyakrabbá váltak, az arabok a zsidó bevándorlás megállítását követelték a törököktől.
1914-re Palesztinában 90 000 zsidó élt, ebből 75 000 bevándorló volt. Az arabok száma ekkoriban megközelítőleg 500 000 fő volt. 1914 nyarán a török kormány megtiltotta a nem török állampolgárságú zsidók letelepedését. Ez volt eddig a legsúlyosabb intézkedés török részről.

### Az első világháború
1914 októberében az Oszmán Birodalom belépett az első világháborúba a központi hatalmak oldalán. Ettől kezdve Nagy-Britannia, Franciaország és Orosz Birodalom háborús ellenfele lett (lásd Antant hatalmak). A törökök növekvő gyanakvással tekintettek a palesztinai zsidókra, hiszen többségük Oroszországból települt be. A török katonai parancsnok, Dzsemal pasa határozottan fellépett minden nemzeti megmozdulással szemben. Sok arab vezetőt akasztatott fel Bejrútban és Jeruzsálemben, továbbá 18 000, a török hatalomra veszélyesnek vélt, zsidót is száműztek a környező országokba (például Arthur Ruppint Konstantinápolyba, a Hásómér két vezetőjét, Mánjá és Izráel Sóhátot pedig Anatóliába), másokkal pedig kényszermunkát végeztettek. Ezt követően a zsidók egy kis félkatonai egységet alapítottak, a jaffói csoportot, mely továbbra is a telepek védelmét szolgálta lehetőségeihez mérten. A Hásómér tagjai az északi (főként a galileai) telepek védelmét látták el, illetve további kibucokat alapítottak főként védelmi célokra.
A világháború kitörése idején cionista körökben körvonalazódott a gondolat, mely szerint létre kell hozni egy zsidó hadtestet, amely az Antant-hatalmak oldalán harcol majd a törökök ellen. Remélték, hogy részt vehetnek a palesztin területek törökök alóli felszabadításában és elnyerik a szövetségesek szimpátiáját egy zsidó haza megteremtésére. A két legfőbb támogatója, Vlagyimir Zsabotyinszkij és Jószéf Trumpeldor, szintén orosz származású volt. 1915. március 22-én a Palesztin Menekültek Tanácsa Egyiptomban határozatot fogadott el egy zsidó légió felállításáról, amit a brit kormánynak fognak felajánlani. Zsabotyinszkij és Trumpeldor közbenjárásával a brit kormány hozzájárult a hadtest felállításához, nevük Cion Öszvéres Osztag, összlétszáma 650 fő lett. Az alakulat a Gallipolinál partra szállt brit-francia csapatokat segítette. A Gallipoli-partraszállás kudarcától függetlenül a brit parancsnok nagyra értékelte tevékenységüket, ezzel megteremtődött a zsidó katonai részvétel lehetősége Palesztina elfoglalásában. Noha a félszigetet novemberben kiürítették, ebben az időben a britek jelentős sikereket értek el a törökökkel szemben a Sínai-félszigeten, majd Mezopotámiában is.

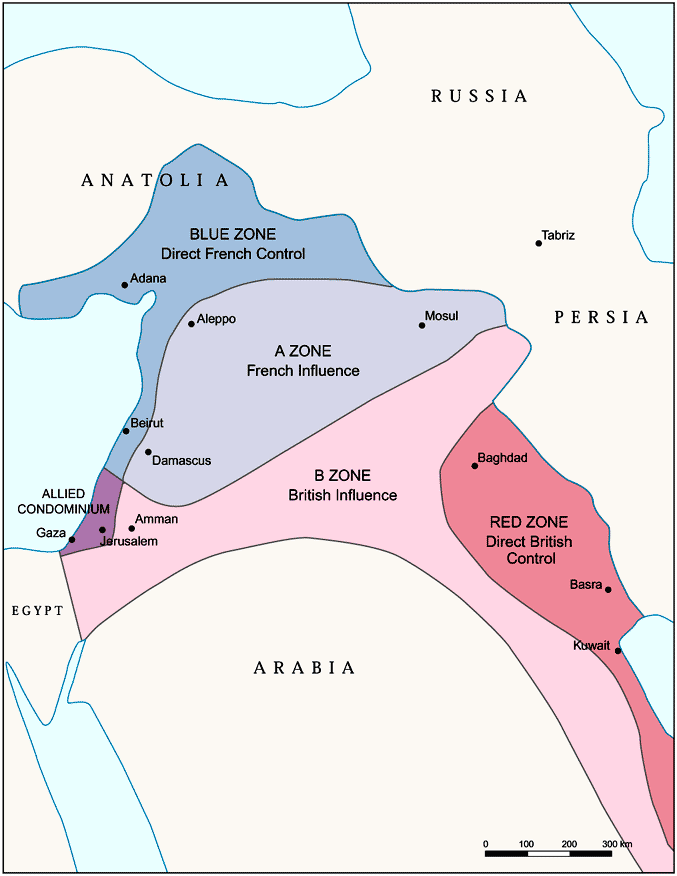
Sykes–Picot-egyezmény, 1916

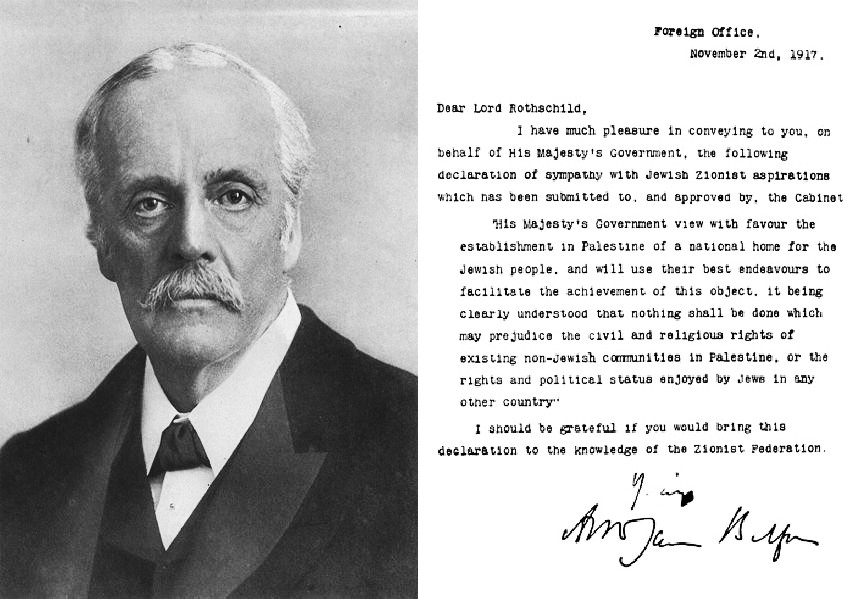
Balfour-nyilatkozat (1917)

1916-ban egy delegáció érkezett Angliába, hogy meggyőzzék az akkori külügyminisztert, gr. Arthur J. Balfourt, hogy a brit kormány nyilatkozatban támogassa a zsidók palesztinai letelepedését. A tárgyalások több mint egy évig tartottak, mire a nyilatkozatot mindkét fél számára elfogadható formában megfogalmazták. Ez lett az ún. 1917-es Balfour-nyilatkozat, melyet Winston L. S. Churchill is támogatott.
Az egyre hatékonyabban működő zsidó ellenállási szerveződések miatt 1917 húsvétján a törökök kiűzték őket Jeruzsálemből és Jaffóból is. Ennek egyik következménye az lett, hogy a világ közvéleményének figyelmét Palesztinára irányította. A másik, hogy megalakult egy, a briteket ellátó kémszervezet, a NILI (a mozaikszó feloldva magyarul: Izrael ereje nem hazudik). A kémszervezetet szervező Aaronsohn család egyik tagjának, Aaron Aaronsohnnak döntő szava volt Balfour meggyőzésében. A nyilatkozatot 1917. november 2-án adta ki a Külügyminisztérium levél formájában Walter Rothschild bárónak címezve. Ebben a nyilatkozatban a Brit Birodalom lehetőséget adott a zsidó népnek egy "nemzeti haza" megteremtésére Palesztina területén. Később, 1917. december 7-én Edmund Allenby tábornok vezette brit csapatok bevették Jeruzsálemet. Eközben a brit hadseregben megalakult a 38. királyi lövészzászlóalj, amely zsidó önkéntesekből állt. Az alakulatot 1918 februárjában vezényelték Palesztinába. A második zászlóalj, a 39. az USA-ban szerveződött, de a háború befejezéséig nem érte el a teljes hadrafoghatósági szintet, bevetve csak 2 százada volt. Az USA hadba lépése újabb lökést adott az ottani zsidók önkéntes egységekbe szervezéséhez.
Arábiában Thomas Edward Lawrence alezredes (ismertebb nevén Arábiai Lawrence) megszervezte és irányította az ún. arab felkelést, melyben a stratégia egy újszerű formájával fárasztotta ki a helyi oszmán erőket: a lehető legkisebb erőkkel a legtávolabbi pontokon mért csapást, legfőképpen a török vasútvonalakra. Ezzel a több évig tartó költséghatékony kifárasztással elérte, hogy Allenby 1918 szeptemberében döntő csapást mérjen az oszmán főerőkre. Korábban, 1918 júniusában a 38. királyi lövészzászlóaljat és a 39. zászlóalj 2 századát a Jeruzsálemtől északra húzódó frontra, valamint a Jordán völgyébe vezényelték. Az itt végrehajtott támadások, valamint a Lawrence-féle kifárasztás biztosították a britek előretörését Damaszkuszig, majd annak sikeres bevételét is. A győzelem kiaknázásaként a britek folytatták az előrenyomulást, de az Oszmán Birodalom több nyugati csapás után október 31-én megadta magát.
Az Oszmán Birodalom 1918-as kapitulálása után a brit koalíciós erők az elfoglalt területeken maradtak (Palesztina, Transzjordánia, Irak), a franciák pedig többek között Libanonban és Szíriában. Közvetlenül a világháború után újra felélénkültek az oroszországi zsidók elleni pogromok, különösen nagy intenzitásúak voltak az ukrajnai kozákokéi. A "zsidó nemzeti haza" sorsa teljesen a Balfour-nyilatkozat nagyhatalmak általi elfogadtatásán múlott. Továbbá azon, hogy sikerül-e azt az újonnan megalakult Nemzetek Szövetsége mandátum-záradékába belefoglalni. Ennek biztosítására Hájim Weizman vezetésével delegáció indult Párizsba, ahol 1919. február 27-én fel is szóltak. A párizsi béketárgyalásokon megállapodtak abban, hogy a mandátumot Nagy-Britannia kapja, lévén, hogy az érintett területeket ő foglalta el, valamint biztosítják a nyilatkozatban megígért támogatást és letelepedési engedélyeket.
A Balfour-nyilatkozat és a népszövetségi mandátum-záradék negatív fogadtatásban részesült az arab körökben. A palesztinai brit mandátum területén több helyen zavargások törtek ki. 1919 elején a Felső-Galileában élő zsidók fegyveres összecsapásokba sodródtak a helyi arabokkal és a területért felelős francia katonasággal. Még ebben az évben a franciák átadták a terület feletti ellenőrzést a briteknek. Ezzel párhuzamosan folytatódtak az arab atrocitások északon.

### Az 1920-as évek
1919-ben kezdődött a harmadik alija, ami négy évig tartott és közel 35 000 fő új telepessel nőtt Palesztina lakossága. Ebben az időben a földterület 12-14%-a volt művelés alá vonva, a többi nagy része egyelőre művelésre alkalmatlan volt. A sok kis munkáscsoport egységesítési igényére 1920 decemberében megalakult az Héber Általános Munkásszövetség, a Hisztádrút. Fellendültek a kibucépítési mozgalmak, 1921 szeptemberében megalakult az első mosáv. 1921-ben a brit hatóságok földterületeket osztottak a Zsidó Légió leszerelt tagjainak. Mindezek még a polgári közigazgatás megszervezése előtt történtek.
Az északi, galileai incidensek közepette 1920. április 4-7. között palesztin felkelés robbant ki Jeruzsálem óvárosában (Nebi Musa-i felkelés). Az újabb zsidó betelepülések miatt kirobbanó felkelést kisebb nehézségek árán a brit katonaság leverte. Az incidens 9 halálos áldozatot és körülbelül 300 sebesültet követelt. A felkelésekben a zsidó védelmi szervezetek megkísérelték megvédeni lakosaikat, de a brit katonaság ezt megakadályozta, a több fontos vezetőt, például Zsabotinszkijt is, tiltott fegyverviselés miatt börtönbe zártak. Németország 1918-as kapitulációja után még két évig maradt fenn a brit katonai irányítás Palesztinában. Ezt követően mandátum-főbiztosok lettek kinevezve. A zsidó vezetők előtt világossá vált, hogy a kis létszámú Hásómér, ami helyi, kis létszámú csoportokból állt és főként Galileában tevékenykedtek, nem elegendő a telepek védelméhez. Ezért 1920 decemberében a Hisztádrút alapító konferenciáján megkezdődött egy speciális védelmi erő szervezése. Ennek eredményeképpen 1921-ben létrehozták a Hágáná (magyarul: Védelem) szervezetet. Az eredetileg titkos szervezet célul tűzte ki, hogy megvédi a palesztinai zsidó javakat és oltalmazza a zsidó életeket. A szervezet egészen Izrael Állam megalakulásáig működött. Első feladatai az állomány toborzása, annak kiképzése és felfegyverzése lett. 1921 májusában újabb arab zendülés tört ki (Jaffói felkelés), mely az egy évvel korábbinál hevesebb volt, betörtek Jeruzsálem zsidó negyedébe is. A felkelés egy hétig tartott, több zsidó telepet leromboltak, 47 zsidó halt meg. A nem sokkal ez előtt kinevezett brit főbiztos, Sir Herbert Samuel azzal próbálta meg lecsillapítani az arab kedélyeket, hogy ideiglenesen felfüggesztette a zsidók betelepülését. Több hajó e miatt nem köthetett ki, átirányították őket egyiptomi kikötőkbe. Az utasok többsége innen érkezett illegálisan a mandátum-területre, egy részüket a brit hatóságok kitoloncolták. A tilalmat követően az arabok rájöttek, hogy bizonyos fokú erőszakot alkalmazva politikai engedményeket lehet elérni a briteknél. A lázadásokat vezető Hadzs Amin al-Huszeini egy éven belül Jeruzsálem muftija lett. A mufti az elkövetkező tíz évben jelentős politikai személyiséggé vált, ez idő alatt megpróbálta rávenni a briteket a zsidó betelepülések megállítására. A felkelést követően a Hágáná megbízottakat küldött többek között Bécsbe, hogy lőfegyvereket és lőszereket vásároljanak a szervezetnek. Ezeket a fegyvereket a legváltozatosabb módon csempészték be Palesztinába, ahol a britek és arabok előtt rejtett fegyverraktárakban kezdtek felhalmozni. A Hágáná-tisztek folyamatos katonai továbbképzésben részesültek.
Az új alija fogadása és foglalkoztatása annyira leterhelte a helyieket, hogy maguk a palesztinai cionisták is a betelepülések leállítását javasolták a XII. Cionista Világkongresszuson. Az európai nagypolitikát természetesen nem tudták befolyásolni: a lengyelországi és ukrajnai események folytán egyre több zsidó tette pénzzé megmaradt vagyonát és indult meg a Szentföld és az USA felé. Ez időben magas rangú delegáció utazott Londonba, hogy meggyőzzék a brit kormányt a korlátozások feloldásának szükségességéről. Az 1922-ben kiadott Churchill-féle Fehér könyv többek között ezt hangsúlyozta, valamint a Népszövetség 1922 júliusában ratifikált mandátumának 4. cikkelye adta meg az igazi támogatást. A cionisták javaslatára kikötötték, hogy a betelepülő zsidók létszámát Palesztina gazdasági eltartóképességéhez kell igazítani. A betelepülés folytatódhat mindaddig, amíg a zsidó lakosság többséget nem alkot. Ekkor kezdhető meg a zsidó állam megszervezése. Az 1922-es Rutenberg-koncesszió lehetőséget biztosított nekik a Jordán folyón vízerőmű építésére. A ratifikálás idején 83 790 zsidó és közel 750 000 arab élt Palesztinában. Ebben az időben kezdett egyre jobban terjedni az anticionizmus is. 1924 és 1927 között több mint 65 000 zsidó érkezett Palesztinába. 1927-től, valamint a Nagy gazdasági világválság idején kétszer annyian távoztak, mint ahányan érkeztek. A Palesztinában elért eredmények gyakorlatilag a világszerte élő zsidók magántőkéjének, adományaiknak és a földeken dolgozók eredményei voltak. Ettől függetlenül az új telepesek által alapított és fenntartott telepek védelmére a Hágánának növelnie kellett taglétszámát. 1928-ban ugyanis jelentősen erősödtek az arabok ellenséges megnyilvánulásai. A mufti álhíreket keltve, például a templom-hegyi al-Aksza mecsettel kapcsolatban, memorandumot nyújtott át a palesztinai brit kormánynak, valamint korlátozni akarta a zsidók jogait a Siratófalnál. Ebben az évben megkezdődött Palesztina régészeti feltárása, melynek során több 2000 éves leletet is találtak. Igazolódni látszott a "zsidó haza" eszméje.
A Zsidó Ügynökség kibővítésének híre, valamint a zsidóellenes propagandák miatti feszültség odáig fajult, hogy 1929. augusztus 23-án újabb palesztin felkelés tört ki a jeruzsálemi Óvárosban. Az incidens még aznap átterjedt Hebronba és több kisebb településre is. Az augusztus 29-én befejeződött utcai zavargások 133 zsidó és 87 arab áldozatot követeltek. Több zsidó települést ki kellett üríteni, valamint Jeruzsálem külső övezeteiben 4000 zsidót kényszerítettek lakóhelyük elhagyására. A zavargásokat több helyen a Hágáná már a brit rendőrséggel és katonasággal együttműködve, egymást kiegészítve fékezte meg. A hétnapos konfliktusban több helyen már magánjellegű zsidó válaszcsapások is kialakultak. A zavargások leverésével a gyilkosságok megszűntek, de a zsidóellenes propagandák nem. Szeptember 11-én palesztin diákok propaganda-röplapokat kezdtek terjeszteni, melyek zsidó telepek és személyek elleni támadásokra buzdítanak. A támadások végrehajtásának csak a brit katonai jelenlét szabott gátat. Szeptember 29-én a palesztinai Arab Végrehajtó Bizottság Palesztináért elnöke, Musza Kazim pasa megfenyegette a vezető brit hivatalnokokat: ha a zsidó nemzeti haza brit politikája nem változik meg, fegyveres felkeléseket helyez kilátásba arab részről. A pasa nemcsak a palesztin, hanem a szír, a transzjordániai és az iraki arabokat is megemlítette, a briteket is célpontként megemlítve. Október 12-én a főbiztos tájékoztatta Londont, hogy jelentős mennyiségű fegyver érkezik folyamatosan Szíriából, Hedzsászból és Transzjordániából a palesztinai arabokhoz. A kibucok elleni támadások rendszeressé váltak, valamint a folyamatos betelepülések miatt újak építése is. Az ebben az évben történtek nem vetettek jó fényt Palesztinára, az arabok zsidóellenessége már-már hadiállapotot eredményezett. 1929. december 18-án a brit kormány vizsgálóbizottságot állított fel az augusztusi lázadás okainak felderítésére. A vizsgálatot 1930 márciusában hozták nyilvánosságra, melyben többek között megállapították, hogy a zsidó betelepülések intenzitása az arabok azon félelmeit erősítették meg, miszerint megélhetési forrásaik elvesztek és zsidó uralom alá kerültek. A vizsgálat rögzítette továbbá, hogy az új zsidó telepekben szinte kizárólag csak zsidó munkaerőt alkalmaztak, és az 1922-es megállapodástól eltérően a betelepülés nem Palesztina gazdasági kapacitásához mérten történt. A jelentés javaslatot tett a brit kormánynak, milyen politikát szükséges a későbbiekben folytatnia a betelepülésekkel kapcsolatban.

### Az 1930-as évek
Az 1929-es palesztin felkelések egyik következménye a cionisták közötti megosztottság elmélyülése lett. Az egyik csoport továbbra is az enyhébb, közös arab-zsidó politika folytatásában, míg a másik a katonai szembenállásban látta az egyetlen megoldást. Utóbbi a Betár ifjúsági mozgalomból indult ki, a későbbi években erősen radikalizálódott. Minden Betár-tag elsődleges feladata a védelem gyakorlása volt, alapos harcászati és fegyveres kiképzésben részesültek. 1934-től „mozgósított csoportoknak” nevezték őket. 1931-ben létszáma 22 300 fő, 1938-ra ez elérte a 90 000 főt. A megosztottságot mélyítette az Arlosorof-gyilkosság is.
1930. március 1-jén a brit kormány delegációt fogadott az arab bizottságból (amiben többek között Musza Kazim pasa és unokaöccse, a mufti is szerepeltek). A delegáció közölte az arabok álláspontjait: nem fogadják el a brit-mandátumot, a Balfour-nyilatkozat érvényvesztését remélik, valamint követelték a zsidók földvásárlási jogainak betiltását és demokratikus intézmények létrehozását is (például Törvényhozó Tanács). 1930 októberében a britek újabb bizottsági jelentést adtak közre. A vizsgálat célja az előző következtetéseinek felülvizsgálata volt. Rögzítették többek között, hogy az arab földművelési módszerek miatt nincs elegendő művelhető földterület Palesztinában. Az újabb jelentés közzététele után a brit kormány a zsidó emigráció szigorúbb korlátozását tűzte ki célul, kiadták az 1930-as Fehér könyvet. Közben az Európa legtöbb országában megnyilvánuló antiszemita politika miatt tömeges zsidó emigráció volt várható a közeljövőben. 1930 novemberében Weizman diplomáciai úton kieszközölte, hogy a brit kormány lemondjon az új Fehér könyv bevándorlási záradékáról. 1931. február 13-ai alsóházi beszédében a brit miniszterelnök figyelmeztette a cionistákat a brit politika felülvizsgálására, ha nem történik változás politikájukban és az arab munkaerő alkalmazásával kapcsolatban. 1932-ben a palesztinai populációk letelepedését szervező cionista vezetők egyre világosabban látták, hogy a terület zsidó igazgatásának eléréséhez szükséges zsidó többséget csak további betelepítésekkel tudják elérni. Ettől az évtől kezdve a Szovjetunióból megszűnt az emigráció. 1933. január 30-án Németországban hatalomra kerül az Adolf Hitler által vezetett NSDAP, melynek nyílt zsidóellenes politikáját hamar átültették a gyakorlatba. Ennek következtében tömeges kivándorlás kezdődött Németországból, valamint Lengyelországból, Ukrajnából és Romániából is, a helyi politikai berendezkedés jóvoltából.
1933 októberében, az Arab Végrehajtó Bizottság a betelepülések ellen tiltakozó követeléseit követően, arab tüntetők brit középületeket és rendőri posztokat támadtak meg Nábluszban, Jaffóban és Jeruzsálemben. A politikai viták miatt kialakult incidens 1 brit rendőr és 27 arab életébe került. 1934-ben további 42 ezer, főként német zsidó érkezett brit engedéllyel, ami új mosav-mozgalmat indított el. Ebben az évben a zsidó állam létrehozását követelő revizionisták 16 alkalommal kíséreltek meg illegálisan bejuttatni zsidókat vízi úton, amitől a zsidó szervezetek hivatalosan elhatárolódtak, de sohasem tiltottak meg. Az emberek többségét a britek deportálták vagy internálták. 1935-ben 61 ezer zsidó érkezett Palesztinába. A Hágáná tovább folytatta a fegyverek becsempészését. Októberben a britek lefogtak egy illegális fegyverszállítmányt, mire tiltakozásul az arabok általános sztrájkot hirdettek, egyértelmű szankciókat követeltek. 1933 és 1936 között Palesztina zsidó lakossága 234 967-ről 384 078-ra emelkedett. Az 1936-os újbóli sztrájkok ideje alatt április 15-én 3 zsidót öltek meg palesztin szélsőségesek. Másnap egy kis szakadár zsidó csoport, az Irgun Cvái Leumi (magyarul: Nemzeti Katonai Szervezet, héber rövidítése kiejtve: Écel) válaszként Tel-Aviv közelében arab munkásokat gyilkolt meg. Két napon belül palesztin csoportok újabb célpontokat támadtak. A Zsidó Ügynökség elítélte az Irgun terrorakcióit, önmérsékletre intett. Május 7-én arab vezetők találkoztak Jeruzsálemben, ahol eddigi, változatlan követeléseiket adták közre a brit vezetőknek, kiegészítve az arab többségi kormány megalakításának igényével. Palesztina-szerte újabb arab felkelések kezdődtek. A május 11-i brit rendteremtési bejelentés ellenére tovább fokozódtak a zsidók elleni arab támadások. Októberre 140 arab és 33 brit katona vesztette életét, a konfliktus még három évig zajlik, 1939 márciusára verik le a bitek. A Hágáná válaszul a kezdeti arab támadásokra éjszakai ellencsapásokra kiképzett egységeket szervezett, amihez brit segítséget is kaptak. Nevük SNS lett (Special Night Squad – különleges éjszakai osztag). Kiindulópontul a megtámadott település szolgált, a támadást mindig a támadó arab település ellen vezették. Az éjszakai csoportok egyik szervezője Jichák Landsberg, a szovjet Vörös Hadsereg egykori tisztje volt, brit parancsnokuk Orde Vintage százados. A felkelés alatt több illegális félkatonai szervezet jött létre. Zsidó részről a Lehi (Lohamei Herut Izráel – Izraeli Szabadságharcosok), későbbi nevükön a Stern-csoport (tagjai az SA-hoz hasonló barna-fekete egyenruhát viseltek), valamint arab részről az Arab Felszabadító Hadsereg és a Arab Megváltó Hadsereg, ami a britek és a zsidók ellen is harcolt.
1937 első felétől a zsidók újfajta, egy nap alatt felépíthető (egy éjszaka és az azt követő nappal), erődített, két oldalról palánkolt, földdel töltött kerítésű, őrtoronnyal ellátott településeket kezdtek építeni. Ebben az évben a Brit Királyi Vizsgálóbizottság (a Peel-bizottság) arra a megállapításra jutott, hogy az egyre fokozódó betelepülések miatti településfejlesztések növelik Palesztina népességmegtartó képességét, a bevándorlási kvóta emelésének nem látták akadályát. A kabinetnek írt jelentésükben kétállamos megoldást tettek közzé: arabok, zsidók azt a területet igazgassák, amely területen többségben élnek, valamint Jeruzsálem továbbra is brit ellenőrzés alatt maradjon. Ezt az új gyarmatügyi miniszter is támogatta. A jelentést július 7-én tették nyilvánossá, melyben a zsidók állama egészen kicsi lenne, valamint az elkövetkező öt évre évenkénti 12 000 fős bevándorlási kvótát írt elő ideiglenesen, hogy az arabok ellenszenvét megpróbálják csökkenteni. Több vezető cionista (köztük Zsabotinszkij) tiltakozott a jelentés ellen, de az augusztusi XX. Cionista Világkongresszuson elfogadták a felosztás elvét, viszont a terület méretével nem értettek egyet. Az arabok egyértelműen elutasították a felosztást, a szeptemberi damaszkuszi konferenciájukon elutasító határozatot hoztak. 1937 végére újabb erőszakhullám alakult ki, a helyi palesztinok és más arabok azt sem akarták, hogy a zsidó többségű területeket zsidók igazgassák. Kiújultak a britek elleni arab támadások, a zsidók ellen pedig fokozódtak: telepeseket szúrtak le, rálőttek az utakon közlekedő autóbuszokra és teherautókra. A zsidó szélsőségesek elfogadottnak vették a megtorló akciókat, hitték, hogy a terror vezet az államisághoz. Ezt a Zsidó Ügynökség továbbra is elítélte. A kiújuló terrorra brit kormánykörökben kialakult az a nézet, mely szerint az arabokkal szembeni békés viszonyt csak úgy érhetik el és tarthatják fenn, ha a zsidók sohasem kapnak szuverenitást területeiken. Ha mégis, az Nagy-Britanniát "összetett hatású katonai költségekbe" sodorná, amit el kívántak kerülni. Ez az új jegyzék lett a brit kormányoknak irányadó egészen a II. világháborúig. A cionisták elzárkóztak ettől, úgy érezték, elárulták őket. Ezzel párhuzamosan az új bevándorlók újabb és újabb telepek építettek, előtte tangazdaságokban intenzív mezőgazdasági képzésben részesítettek őket a helyiek. Az új telepalapítások célja az évtized közepétől immár főként a területszerzés lett. Felépítésük általában szervezett, előre megtervezett helyeken történtek. Az évtized második felére, 10 évvel a mandátum "zsidó nemzeti haza" megteremtésének döntését követően, kiépültek a zsidó nemzeti intézmények, amikre a későbbi államiság épülhetett.
1938-ban a megszállással fenyegetett Csehszlovákiából és az Anschluss-szal csatlakozó Ausztriából, valamint Lengyelországból és Németországból is tömegével érkeztek zsidók Palesztinába. Február 7-én Zsabotinszkij elnökletével a revizionisták kiadtak egy határozatgyűjteményt, melynek lényege a szembenállás minden olyan törekvés ellen, ami gátolja a zsidó állam létrejöttét. A Zsidó Ügynökséget és alszervezeteit árulóknak minősítették, amelyek feladták Herzl és a cionizmus eszméit, valamint intézményesítették az arab támadások elleni megtorlásokat. Ettől kezdve az arab terrorakciók után néhány órával az Irgun ellencsapással válaszolt. Márciusban a Hágáná erődöt épített a libanoni határ mellett Hániátnál, hogy ezzel akadályozzák meg az arab terrorcsoportok beszivárgását Palesztinába. Nyáron a brit mandátum-kormány példastatuálás címén felakasztott egy zsidó revizionistát. Ez volt az első zsidó halálos ítélet brit részről. Az Európából irányuló betelepülések és az arab tiltakozások folytán a brit Gyarmatügyi Hivatal a palesztinai főmegbízottnak előírta, hogy az év áprilisa és szeptembere között mindössze 2000 anyagilag független zsidó telepedhet le. Az Egyesült Államok is hasonló módon kívánta az emigrációnak elejét venni. A cionisták világosan látták, hogy a palesztinai kvótaszigorítás betartásával sohasem fogják elérni a zsidó többséget, így gyakorlatilag az összes cionista szervezet az illegalitás felé mozdult el. A Hágáná hajókat bérelt (például Poszeidon, Tiger Hill), továbbá az év végén felállított egy kisegítő szervezetet, amely hajókat és legénységet szervezett, valamint az illegálisan betelepülő menekülteket fogadta Palesztinában. Az új telepek kijelölése továbbra is előre szervezetten történt.
1939-ben megalakul az Amerikai Palesztina Alapítvány, amely a nagyszámú bizottságokat lett hivatott összefogni és az anyagi támogatások leghatékonyabb elosztását segítette. Ez év márciusában verték le az arab lázadást, ami joggal nevezhető akár már függetlenségi háborúnak is. A legtöbb arab szervezetet a britek feloszlatták, vezetőik a felelősségre vonás elől elmenekülve főleg Olaszországban és Németországban kaptak menedékjogot. Egyiptom, Szaúd-Arábia, Jemen, Irak és Szíria palesztinai (erősen olasz és németbarát) politikája olyan kritikussá vált, hogy a brit kormány úgy határozott, szakít az 1922-ben Churchill által kiadott Fehér Könyv alapelveivel (például a zsidó többség elvével). Új Fehér Könyvet adtak ki, melyet az akkori gyarmatügyi miniszterről, Malcolm MacDonaldról neveztek el. Ez előírta, hogy a következő öt évben (1944 májusáig) 75 ezer zsidó vándorolhat be Palesztinába, valamint még 25 ezer végszükség esetén. Ekkor fogják a többségi elv szerint meghatározni az igazgatás további módját. Továbbá megtiltották a zsidók további földvásárlását is telepeiken kívül. Ezzel kívántak kedvezni az araboknak, illetve enyhíteni akarták a feszültségeket. A zsidók ezt csak "fekete könyvnek" nevezték. Ekkor 445 457 zsidó és 1 501 698 fő arab élt a mandátum területén. Az új szabályozást a még élő Peel-bizottsági tagok, és Churchill is ellenezte. Véleményük szerint ez nem oldja meg a problémákat, csak további kiszélesedést idéz elő. Churchill a kormányt és az akkori miniszterelnököt, Neville Chamberlaint is élesen bírálta. Hitler annektálta a csehszlovák Szudéta-vidéket, és a náci törvényeket kiterjesztették Ausztriára és Csehszlovákiára is. Ebben az időben a brit politika nyomást gyakorolt Romániára, Bulgáriára, Jugoszláviára és Görögországra, hogy akadályozzák meg a helyi zsidók Palesztinába való jutását. Törökországot szintén tengeri útvonalainak fokozott ellenőrzésére utasították. Július 30-án az Alsóházban MacDonald bejelentette, hogy a kormány további 6 hónapra felfüggeszti a legális bevándorlást: az illegális betelepülőket szállító hajókat feltartóztatják és visszafordítják. Augusztus 23-án Hitler és Sztálin egyezményt kötött, melyben többek között felosztották egymás között Lengyelországot. Az ottani hárommillió zsidó sorsa megpecsételődött. Augusztus 24-én a XXI. Cionista Világkongresszus Weizman híres beszédével zárult. Szeptember 1-jén, lengyel helyi idő szerint 5:45-kor kitört a második világháború.

### A második világháború
A háború idején nagy számban harcoltak zsidó katonák a szövetségesek oldalán. A Vörös Hadseregben szolgáló 500 000 zsidó katonából 200 ezer esett el a keleti fronton. A brit hadseregben több mint 750-en haltak meg. A világháború és a holokauszt nagy áldozatot követelt az európai és a palesztin zsidóságtól. A pontos adatok sohasem lesznek ismertek, de a zsidó áldozatok száma meghaladja a 6 milliót, a korábbi zsidó lakosság mindössze egytizede élte túl ezeket az időket. Európa súlyos árat fizetett etnikai kisebbségei egy részének elvesztéséért.
A brit mandátumú Palesztina térségében 1941-ben csaptak össze a szövetségesek a tengelyhatalmakkal. Miután egy Luftwaffe gépet lelőttek a britek Bagdad bevétele során, holott a legközelebbi tengely-légi támaszpont Rodoszon volt, világossá vált számukra, hogy a vichy-i területek „fegyveres semlegessége” alapvetően a tengely erőit segítik (májusban német erők érkeztek Szíriába). A szövetségesek elhatározták, hogy megszállják a francia mandátumú Szíriát és az akkor még Palesztinához tartozó Libanont az Exporter hadművelet keretében. A hadművelet 1941. június 8 és július 14. között zajlott, teljes szövetséges sikerrel. A hadműveletben részt vettek kiképzett és besorozott zsidó katonák is a britek oldalán (Libanonban láttak el diverziós feladatokat), akik a Hágáná soraiból kerültek ki. A rohamosztagokat a Plugót Máhác rövidítéséből eredően Pálmáhnak nevezték.

### A második világháború után

A javasolt határok összehasonlítása

A második világháború után az egyre agresszívabb helyi konfliktusok elsődleges nemzetközi problémává léptek elő. Megoldásukra az Egyesült Királyság, az USA, a Szovjetunió és az újonnan megalakult ENSZ erőteljes lépéseket tettek. Eltökélték, hogy beavatkoznak a helyzetbe és „kétállamos megoldást” eszközölnek. 1947-re kidolgoztak egy megosztási tervet, amelyet ez év november 27-én szavazáson többségi igennel elfogadtak. Az Arab Liga azonban nem ismerte el a végeredményt és az új állam megsemmisítését, eltörlését tűzték ki célul. A világháborút követően a mandátumterületen egyre növekvő feszültségek polgárháborúvá fajultak és az egy évig zajló véres események végül az izraeli függetlenségi háborúba torkolltak.
Az alapvető problémát az Európából közvetlenül a háború után Palesztinába illegálisan immigrált zsidók egyre növekvő száma jelentette (ld. Alija Bet). Több diplomáciai és katonai kísérlet kudarca után (ld. az SS Exodus esetét) a brit kormányzat az ENSZ-hez fordult. A csúcsszervezet 1947. május 15-én egy bizottságot hozott létre, a UNSCOP-ot (United Nations Special Committee on Palestine, „Az Egyesült Nemzetek Szervezetének Palesztinai Különleges Bizottsága”), melybe tizenegy tag delegált megbízottakat. Egyetlen nagyhatalom sem lett meghívva, hogy a bizottság munkája semleges maradjon. Öt héttel később a bizottság meghozta állásfoglalását, miszerint egy, a két nemzet (arab és zsidó) között megosztott ország létrehozása lenne célszerű. Ezt a „kétállamos megoldást” (two state solution) fogadta el november 29-én az ENSZ Közgyűlése a 181. határozatban 33 igen, 13 nem és 10 tartózkodó szavazattal. Az arab országok, egyeztetve az Arab Ligában, nemmel voksoltak. Közben a mandátumterületen a palesztinai arab és zsidó lakosok nyíltan harcoltak egymással szemben a kedvezőbb stratégiai pozíciók megszerzéséért. Mindkét oldalon számtalan jogtalan atrocitást követtek el. A mandátumi brit haderő tehetetlen volt ezen gerilla-hadviseléssel szemben: több fegyverraktárat lefoglaltak, csempészeket zártak börtönbe, eredmény nélkül.
Több hónappal a mandátum lejárta előtt a Hágáná támadássorozatot indított az ENSZ által a zsidó államnak ítélt területen. Befogadva, kiszabadítva számos elzárt zsidó menekültet, továbbá ellenőrzésük alá vonták Tiberiast, Haifát, Szafedet, Beit Sehant és jórészt Jaffát.
1948 elején a brit kormány kihirdette a mandátum megszűnésének pontos dátumát, melyet május 14-re tűztek ki. Erre válaszul Truman elnök március 25-én tett nyilatkozatában javasolta, helyezzék ezután az ENSZ gyámsága alá a területet, mivel világosan látszott, hogy május közepéig nem tudják kivitelezni a kétállamos megoldást.
A mandátum lejártának napján, 1948. május 14-én, másfél hónappal az utolsó brit katona távozása előtt a zsidó állam Izrael néven kinyilvánította függetlenségét és szuverenitását, az új ország határai ügyében azonban nem nyilatkozott. A nyilatkozatot az új ország miniszterelnöke, Dávid Ben-Gúrión olvasta fel. Másnap az Arab Liga levelet küldött az ENSZ-nek, melyben megismétlik, nem támogatják a kétállamos megoldást. Azon a napon Egyiptom, Libanon, Szíria, Jordánia és Irak hadereje megkezdte az arab területek elfoglalását, megnyitva az 1948-as, első arab–izraeli háborút.

## Az első arab–izraeli háború (a függetlenségi háború)
1948. május 14-én Dávid Ben-Gúrión Tel-Avivban kikiáltotta Izrael állam függetlenségét. Ezt követően az arab államok többségében úgynevezett szent háborúra (dzsihádra) szólították fel a muzulmán lakosokat. Egyiptom, Libanon, Szíria, Transzjordánia és Irak háborút indított Izrael ellen. Az első arab támadások szervezetlensége segített az új zsidó állam haderejének lábra állításában, ami a nulláról indult.
A szárazföldi ellenállás a Hágáná és egyéb, az államalapítás előtti időkben terrorszervezetnek nyilvánított szabadcsapatok szintjén működött.
Az új kormány tovább szervezte Izrael védelmi erejét, melynek hivatalos neve Izraeli Védelmi Erő (IDF) lett. Hadfelszereléseket és zsoldosokat vettek, ill. béreltek a második világháborúban nyertes oldalon álló államoktól, úgymint az USA, Nagy-Britannia és Franciaország, továbbá az 1947-es Párizsi békeszerződésekben létrejött új államok hadseregeiből, úgymint Csehszlovákiából és Jugoszláviából, illetve Magyarországról is.
A kezdeti védelmi haderő igen vegyes összképet mutatott, az utánpótlások megszervezése igen bonyolult és olykor kilátástalan helyzetekbe hozta a katonákat.
A támadó arab államok a Szovjetunió támogatását élvezték, mindez hadfelszereléseiken is megmutatkozott. Harcászati és hadászati taktikájuk viszont elmaradt az izraeliekétől.

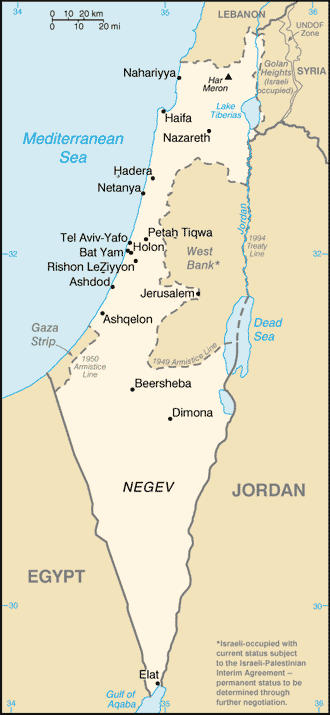
Az 1949-es zöld vonal határai

Az elhúzódó háborúba az USA is tevőlegesen beavatkozott, másodvonalba visszavont hadfelszereléseket szállított (például vadászgépeket, harckocsikat) saját készleteiből. Ugyanis az amerikai haderő, levonva a nemrég befejezett világháború tapasztalatait, új fejlesztési szemlélettel látott neki a korszerűsítésnek, az elavulófélben levő haditechnikai eszközöket eladta szövetségeseinek (például Franciaország, Jugoszlávia, Izrael). Mindez később a konfliktus kimenetelén is meglátszott.
Az új izraeli haderő az 1949-es ENSZ által kieszközölt fegyverszüneti tárgyalások idejére már nagyobb területtel bírt, mint amit az államalapítás idején az ENSZ határozata előírt.
Ezekről a területekről az arab és palesztin lakosság nagy része elmenekült, a környező országok a lakosságot nem fogadták be, területeiken mint menekültek éltek, élnek a mai napig.

## 1949–1967

### A második arab–izraeli háború (a szuezi válság)
1956 – Elkezdődött a szuezi válság. Izrael tiltakozott Egyiptom intézkedése ellen, amellyel kizárta őt a Szuezi-csatorna használatából. Október hónap végén Izrael Nagy-Britanniával és Franciaországgal együtt megtámadta Egyiptomot, elkezdődött a második arab-izraeli háború. A konfliktusnak a Szovjetunió és az ENSZ vetett véget.

### A harmadik arab–izraeli háború (a hatnapos háború)
Lásd még: Fókusz hadművelet
1967. június 5–10. között zajlott. Egyiptom, Szíria, Jordánia és Irak vívott Izrael ellen. Izrael győzelme a háborúban lényeges változást eredményezett a Közel-Keleten.
A Sínai-félsziget, a gázai övezet, Jeruzsálem egy része, a Golán-fennsík és Ciszjordánia megszállásával kedvező feltételeket teremtett a további területei terjeszkedéséhez.

## 1967–1973
A hatnapos háborút követő időszakban jelentős változások mentek végbe az arab világban. Egyiptom pozíciója megerősödött azáltal, hogy Líbiában és Szudánban 1969-ben Kairóval szimpatizáló katonatisztek hatalomátvételére került sor. A másik jelentős fordulat az volt, hogy Nagy-Britannia bejelentette, hogy anyagi okok miatt felszámolja a Szueztől keletre fekvő érdekeltségeit.

### A felőrlő háború
A hatnapos háborúban Egyiptom légierejének csúfos kudarca a Szovjetunióban is nagy port kavart. Az egyiptomi elnök modernebb és hatékonyabb fegyvereket követelt. Erre az SZKP KB katonai delegációt küldött Egyiptomba, hogy kiderítsék a kudarc okait. A delegáció tapasztalatai révén a szovjet vezetés elhatározta, hogy drasztikusan átszervezi és átképzi az egyiptomi légierőt. Az átképzés során több szovjet egység is áttelepült az országba, természetesen „nem hivatalosan”. Ezt követően nem váratott sokáig magára az izraeli-szovjet konfrontáció.

### A karamehi csata
A karamehi csata 1968. március 21-én zajlott, amikor az izraeli hadsereg megpróbálta elfoglalni a Jordán folyótól keletre eső területet, hogy így az egész Jordán-völgy izraeli ellenőrzés alá kerüljön. A harcok a Jordániai Fegyveres Erők, a Palesztinai Felszabadítási Szervezet (PFSZ) és az Izraeli Védelmi Erők között folytak.
A háborút a PFSZ, azon belül főként a Fatah jordániai területről indított ismétlődő betörései váltották ki. Az izraeli vezetés célja az volt, hogy ezeknek véget vessen. Bár Izrael részeredményeket elért, nem sikerült megtörnie a PFSZ erejét, sőt az később tovább erősödött, ez 1970-ben a Jordániai Fekete Szeptember eseményeihez vezetett.
Izrael a következő háborús célokat tűzte ki:
- Elfoglalni a stratégiai fontosságú Jordán-völgyet, amely a térség fő vízellátását és jó minőségű termőföldjét adja. Az arab vezetés szerint az izraeli hadmozgásból kikövetkeztethető volt, hogy a támadás célja nemcsak a teljes Jordán-völgy elfoglalására irányult, hanem eljutni Ammánig.
- Megsemmisítő csapást mérni a Palesztinai Felszabadítási Szervezetre.

A harcok akkor kezdődtek, mikor az izraeli védelmi erők átlépték a határt, és jordániai földre léptek, ahol a Jordániai Fegyveres Erők és a Palesztinai Felszabadítási Szervezet ellenállásába ütköztek. 10 óra elteltével az izraeli védelmi erőket súlyos veszteségek érték, ezért Izrael, megalakulása óta először, tűzszünetet kért. Ezt a kérést Huszejn jordán király visszautasította. 15 órányi harc után az izraeli támadó erők kivonulásra kényszerültek.

### A negyedik arab–izraeli háború (a jom kippuri háború)
Előzményei: Egyiptom és Szíria az izraeli titkosszolgálat (a Moszad) számára észrevétlenül nagyarányú csapatösszevonásokat kezdeményezett szeptember közepén az izraeli határok közelében.
Az arab államok összehangolt támadásának kitűzött időpontját az egyik zsidó ünnep, az ún. engesztelés napjának idejére tették, tudván, hogy ez időben nagyarányú szabadságolások kezdődnek az izraeli védelmi haderőben is. Katonai elemzőik elképzelései hozták a papírformát, ugyanis a támadás teljesen váratlanul érte az izraelieket.
1973. október 6-án, szombaton, jom kippur napján, 13:50-kor 1650 db löveg kezdte meg a 20. század IV. arab-izraeli háborúját. A támadások intenzitása minden korábbit felülmúlt.

## 1974–2000
Az Opera hadműveletben izraeli vadászgépek intéztek légitámadást az iraki Osirak-atomerőmű ellen.

### Az ötödik arab–izraeli háború (az első libanoni háború)
1982.
Libanoni kérdéshez kapcsolódik. 1975-ben robbant ki a háború. Libanonban ellentétben álltak a keresztény és az iszlám csoportok. Izrael Libanonból kiinduló gerillaakciók megakadályozására 1982-ben támadást indított az ott lévő PFSZ erők ellen. A háború eredménye az lett, hogy a Bejrútban tartózkodó palesztin fegyveres csoportoknak távozniuk kellett, de hatására meggyengült a PFSZ, és Szíria is katonai veszteségeket szenvedett.

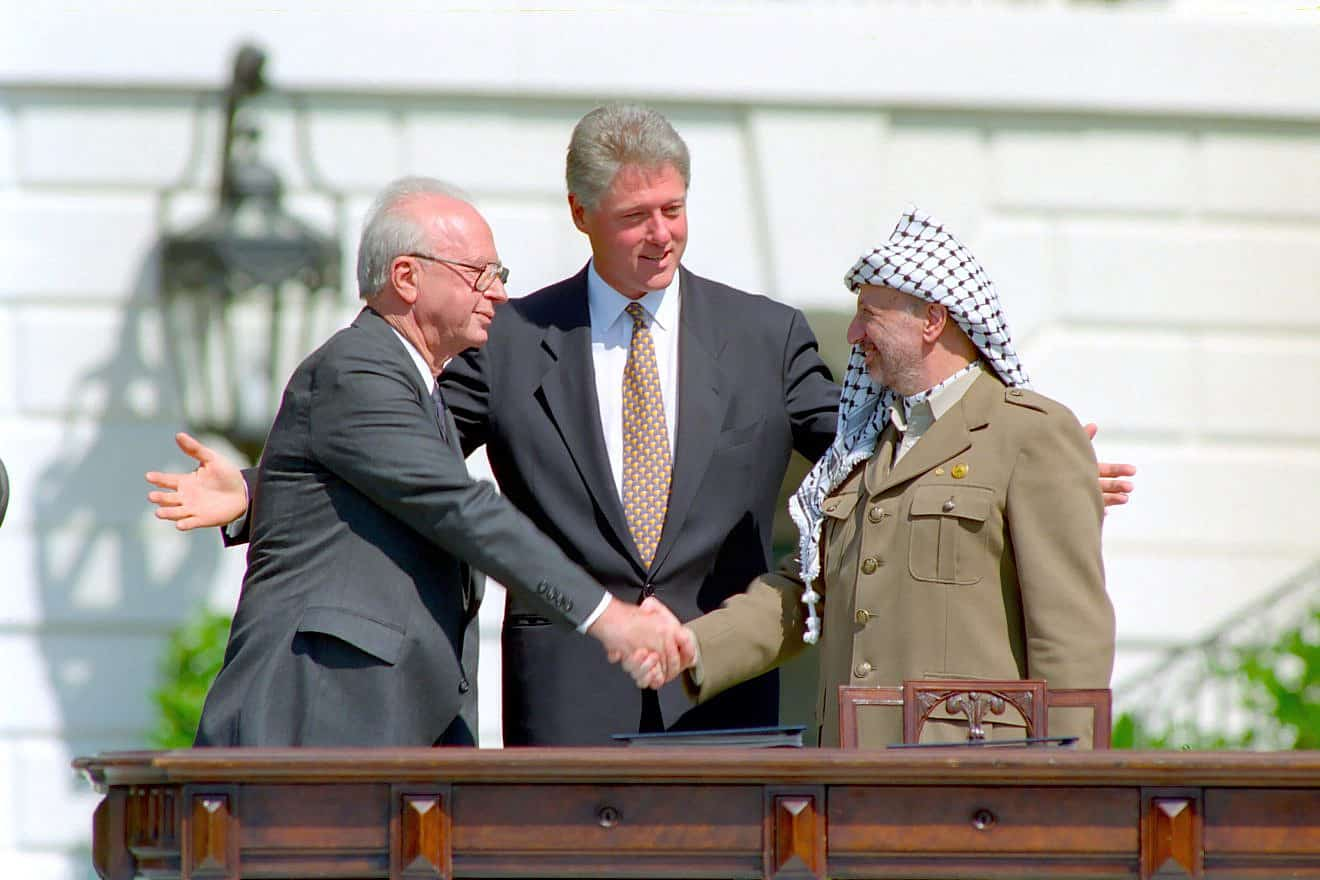
Jichák Rabin, Bill Clinton és Jasszer Arafat (1993)

### Az első Intifáda
1987-ben robbant ki, máig kérdéses körülmények között és egészen 1993-ig tartott.

## 2000-től napjainkig

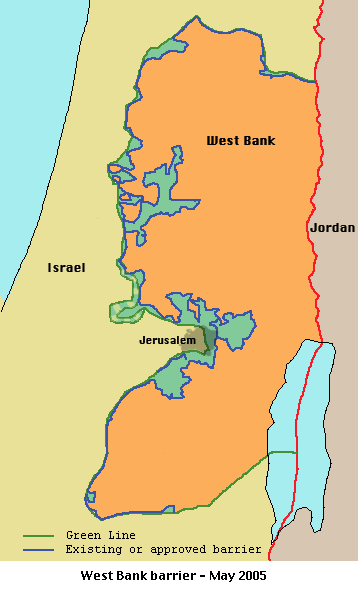
A jóváhagyott Ciszjordánia fal útvonal 2005 májusában

### Második Intifáda[23]
2000 szeptemberében, mikor Aríél Sárón a Likud akkor ellenzékben lévő párt akkori vezetője kis csapat élén belépett a Templom-hegy területére.
Kis idő elteltével palesztin fiatalok kövekkel kezdték őket dobálni. Erre a fegyveresek tüzet nyitottak a fiatalokra, majd távoztak a szent területről. Az incidensben többen súlyosan megsérültek.
Ezt követően, a már amúgy is küszöbön álló intifáda kirobbantásához adta meg az ürügyet Jasszer Arafatnak a Palesztin Nemzeti Hatóság akkori vezetőjének, aki 2000 nyarán Camp Davidben, teljes mellszélességgel utasította vissza az amerikaiak által kidolgozott perspektív békeajánlatot, palesztin államiság és békekötés helyett a második intifádába menekült.
Ezután zavargások törtek ki a Gázai övezetben, Jeruzsálemben, Ciszjordániában, Nábluszban és a többi nagyvárosban, melyek több hónapig elhúzódtak. Az intifáda kisebb nagyobb intenzitással a mai napig tart. A palesztin felkelők 2000-2004 között többnyire brutális tömeggyilkos és öngyilkos merényletekkel hívták fel a figyelmet magukra. (Más fegyverrel nem rendelkeztek, viszont az izraeli támadásokban több ezer ártatlan ember, nő és gyermek halt meg). Az izraeli terrorelhárítás és az épülő védőkerítés jelentősen csökkentette az öngyilkos merényletek számát. A palesztinok, látván az izraeli sikereket, taktikát váltottak, és mivel sem anyagilag, sem fegyverekben nem képesek felvenni a versenyt Izraellel, elkezdtek rakétákat gyártani (Kasszám néven) és a mai napig évről évre több, nagyobb méretű és nagyobb hatótávolságú rakétákat lőnek ki Izrael területére. A legtöbb rakétatalálat a Gázai övezethez közel eső Szderótot éri, de az utóbbi években Askelonba is belőttek.

### A hatodik arab–izraeli háború (a második libanoni háború)
A konfliktus utólag a „34 napos háború” nevet kapta.

### A 2008-as arab-izraeli konfliktus
Az ENSZ BT határozatával egyezően 2008. június 19-én a Hamász hat hónapos tűzszünetet kötött Izraellel, ami december 19-én ért véget. A tűzszünet lejárta előtt több kis hatótávolságú, nem irányított föld–levegő rakétát indítottak a Gázai övezetből, Nyugat- és Dél–izraeli települések ellen, köztük Askelón városára. A rakétatámadást a Hamász és az Iszlám Dzsihád szervezetek vállalták magukra. Indokul a továbbra is fenntartott izraeli blokádot állították.
2008. december 27-én Izrael megkezdte az „Öntött ólom” hadművelet kivitelezését, azaz a Hamász Gázai övezetben található feltételezett fegyverraktárainak és egyéb fegyveres infrastruktúráinak – köztük az Egyiptom–Gázai övezet között fúrt több tucat föld alatti alagút – légi úton történő megsemmisítését, illetve a rakétatámadások megszüntetése a hadművelet fő célja. Az izraeli légierő hathatós légicsapásai során megsemmisítették a Hamász gázavárosi kormányzati épületét, több alagútban a precíziós csapásmérések során másodlagos robbanásokat figyeltek meg a térségben járőröző pilóta nélküli felderítő repülőgépek. Ez bizonyítja, hogy a támadott alagutakban robbanóanyagokat (fegyverek, hadi-robbanóanyagok, gépjármű-üzemanyag, palackozott földgáz stb.) halmoztak fel, illetve szállítottak. A hadművelet 8. napján, január 3-án szombaton az izraeli szárazföldi csapatok is megkezdték hadmozdulataikat a műveleti cél elérése érdekében. A behatolást szombat éjszaka kezdték meg, hogy kihasználják a villamosáram nélküli kivilágítatlan sötét területek adta harcászati előnyt. A kijelölt hadműveleti irányok két részre osztották a Gázai övezetet, önálló áteresztési pontokat állítva, ahol szigorú ellenőrzések után kelhettek csak át emberek és szállítmányok. A gázai települések egy része ellen hétfőig nem kezdtek szárazföldi műveleteket, hétfőtől azonban aktív katonai műveleteket végeznek az izraeli csapatok. Kedden már egyáltalán nem volt engedélyezett átjárás az egyes műveleti övezetek között.
A katonai és polgári áldozatok számai egyelőre nem teljesek: 5 izraeli katona vesztette szerda estig életét (ebből 4 fő „baráti tűz” által) a több mint 600 Hamász–Iszlám Dzsihád katonával szemben; palesztin polgári áldozatok száma 450-500 főre tehető, több ezer a sebesült. A palesztin kórházak megteltek, a sebesültek egy részét izraeli kórházakba szállítják. A Nemzetközi Vöröskereszt munkáinak koordinálása sem megoldott. Áramellátás a Gázai övezet 70%-ában nincs, élelmet szintén nagy nehézségek árán képesek csak a külföldi és izraeli segélyszervezetek a célhoz juttatni, humanitárius katasztrófa fenyegeti az övezetet.
Izrael eddig elutasította a különböző tűzszüneti felhívásokat, illetve a Hamász követeléseit is: fejezze be a támadást a Gázai övezet célpontjai ellen és nyissa meg az övezet határait. Ehúd Olmert izraeli miniszterelnök két alapvető feltételt támaszt: véget kell vetni a fegyvercsempészetnek és az Izrael elleni terrorakcióknak. Az ENSZ BT hétfőn ismét összeült, de a folyamatos csúcstalálkozón – ahol a legtöbb arab ország külügyminisztere és Mahmud Abbász Fatah-párti palesztin miniszterelnök is jelen vannak – egyelőre kevés érdemi történt. Tény: tűzszüneti megállapodás ENSZ BT-határozat nélkül nem lesz, e nélkül pedig nem lesz humanitárius segélyszállítás sem. A nem irányított rakétatámadások sem szűntek meg, de az indítások száma jelentősen csökkent.
A rengeteg civil áldozat miatt azonban nem lehet a felelősséget csak Izraelre hárítani, a Hamász a mai napig nem fogadta el Izrael állam létét és komoly tűzszüneti megállapodásokra is képtelennek bizonyult. Az Izraeli Légierő több alkalommal dobott le röplapokat és figyelmeztette a palesztin lakosságot, hogy légitámadás fog következni, ne tartózkodjanak az utcán, de sokan nem tartották be. Az egyik nagy probléma még, hogy a Hamász terroristák elvegyülnek a civil lakosság között és saját népüket használják fel céljaik elérése érdekében.
- Rakéta támadás Dél-Izraelben, 2009. március

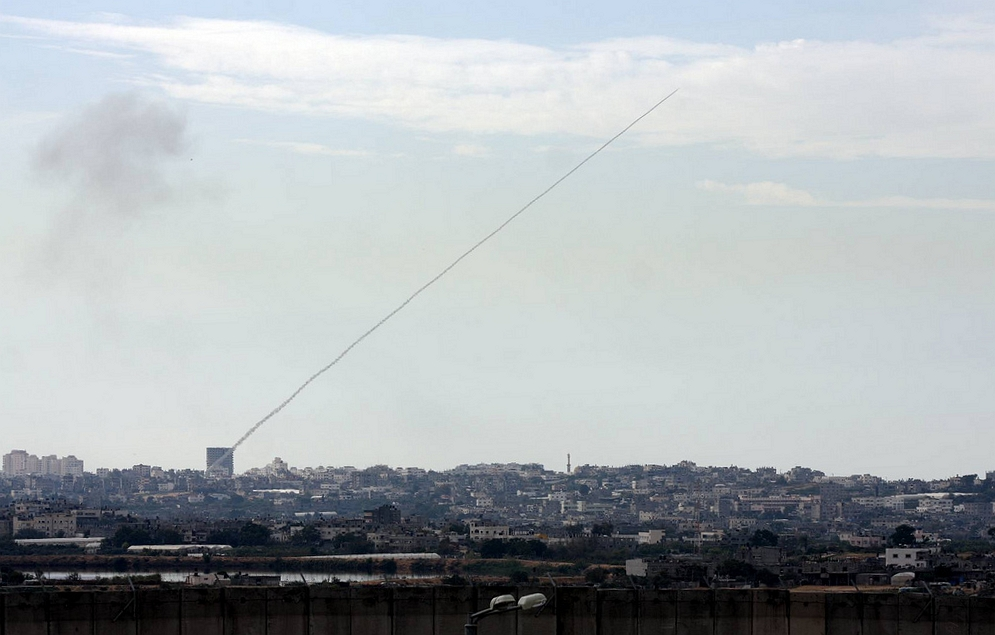
Qassam rakétát indítottak a Gázai övezetből a dél-izraeli támaszpont ellen, 2009. január
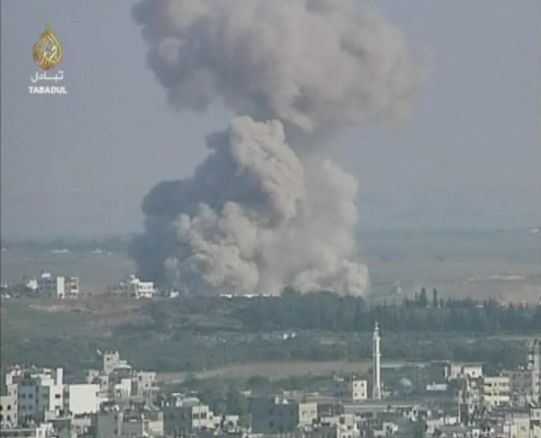
Izraeli légitámadás Gázában.

### 2021-es Izrael–Palesztina konfliktus
2021. május 6-án Jeruzsálemben palesztin tüntetések kezdődtek, Izrael legfőbb bíróságának döntését követően, hogy Sheikh Jarrah, Kelet-Jeruzsálemi szomszédságából kilakoltassanak palesztin lakosokat. A területet Izrael annektálta, de nemzetközi jog alapján palesztin terület. A tüntetésekből erőszakos összeütközések lettek az izraeli telepesekkel. A következő napon az izraeli rendőrség betört az Al-Aksza-mecsetbe, egy fontos iszlám mecsetbe az erőszakos palesztin tüntetésekre válaszolva. A betörés következtében, amely az elrendelés éjszakájára és Izrael Jeruzsálem napjára esett, több, mint 300-an megsérültek. A sérültek nagy része palesztin civil volt. A legfőbb bíróság döntését elhalasztották 30 nappal.
Mielőtt izraeli rendőrség megrohamozta a mecsetet, terveztek egy szélsőjobboldali zsidó nacionalista felvonulást, amelyet a támadások után lemondtak. Május 10-én jeruzsálemi zavargásokra válaszként Hamász, egy palesztin iszlamista szervezet rakétákat kezdett lőni Izraelbe, amellyel több lakossági területet is eltaláltak. Izrael erre hasonló rakétatámadással válaszolt a Hamász által felügyelt Gázai övezetbe. Május 11-én izraeli támadások eltaláltak egy 13 emeletes lakóépületet Gázában, amelyben Hamász-irodák voltak.

Május 10 óta legalább 83 palesztin, amelyből legalább tizenhét gyerek elhunyt, míg hét izraeli vesztette életét. Az Izraeli haderő szerint legalább 15 halott Hamász-tag volt és a civil halálokat kóbor rakéták okozták. Május 12-ére mind az izraeli és a palesztin nemzeti hatóságok 300 palesztin és 200 izraeli sérültet jegyeztek föl.

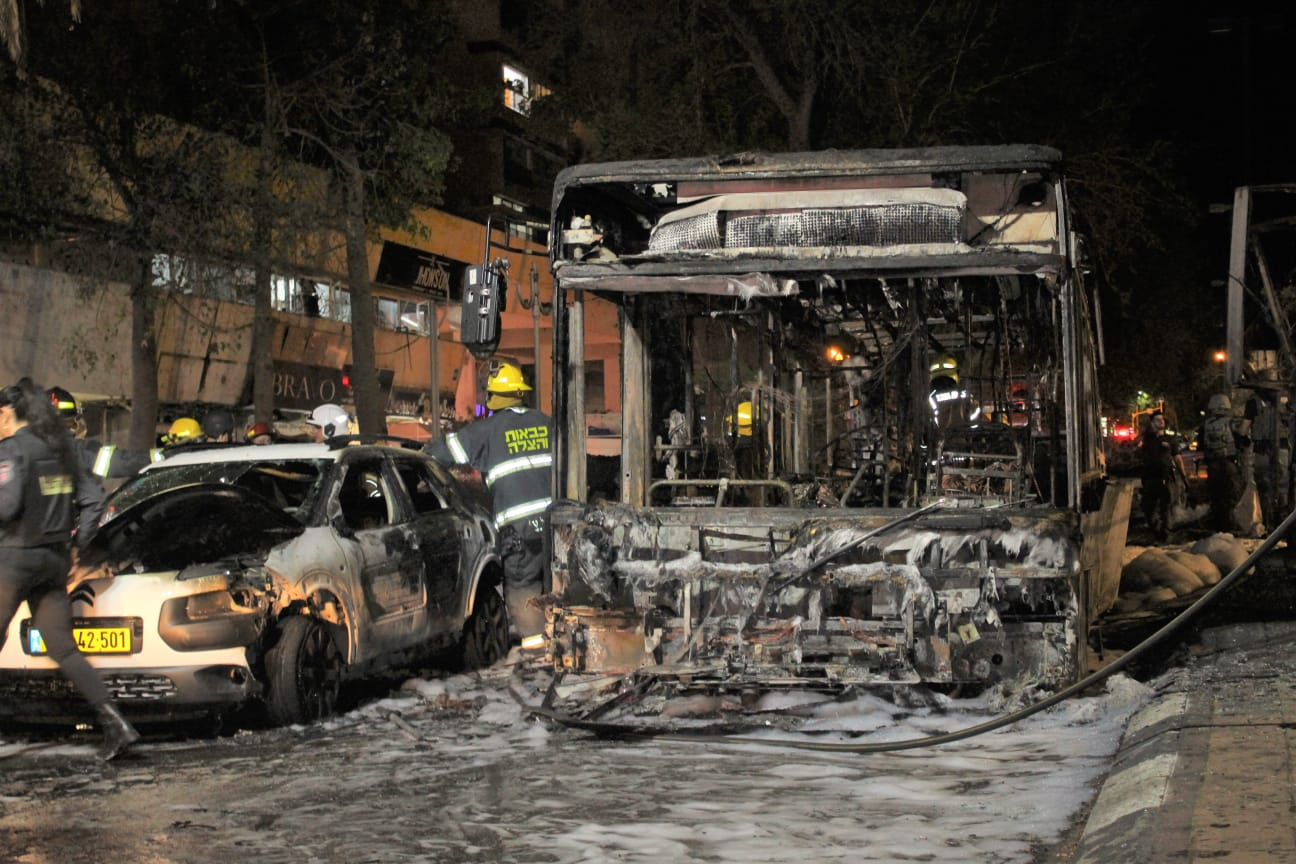
Egy holoni rakétatámadás helyszíne
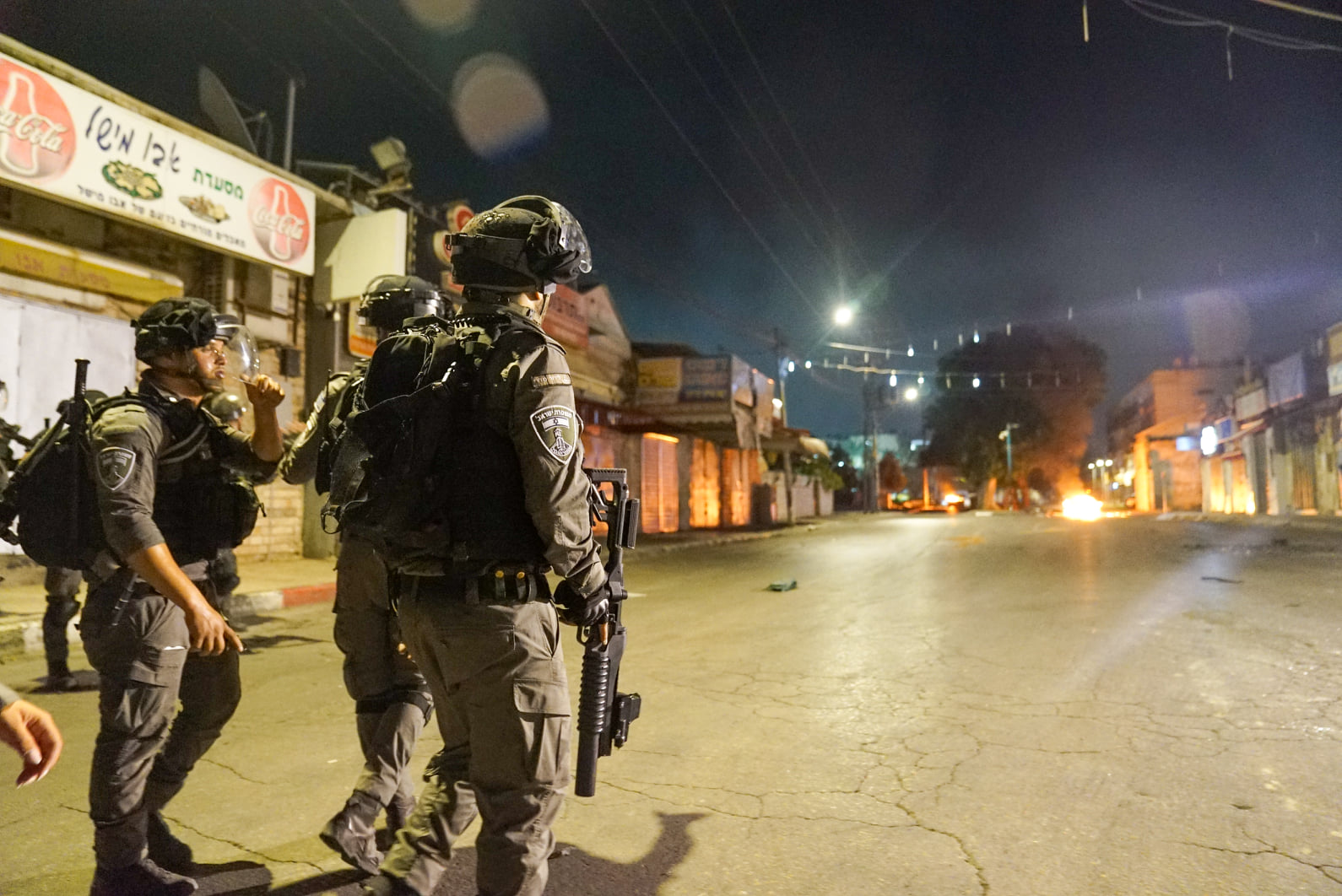
Izraeli rendőrök Lod-ban 2021 májusában
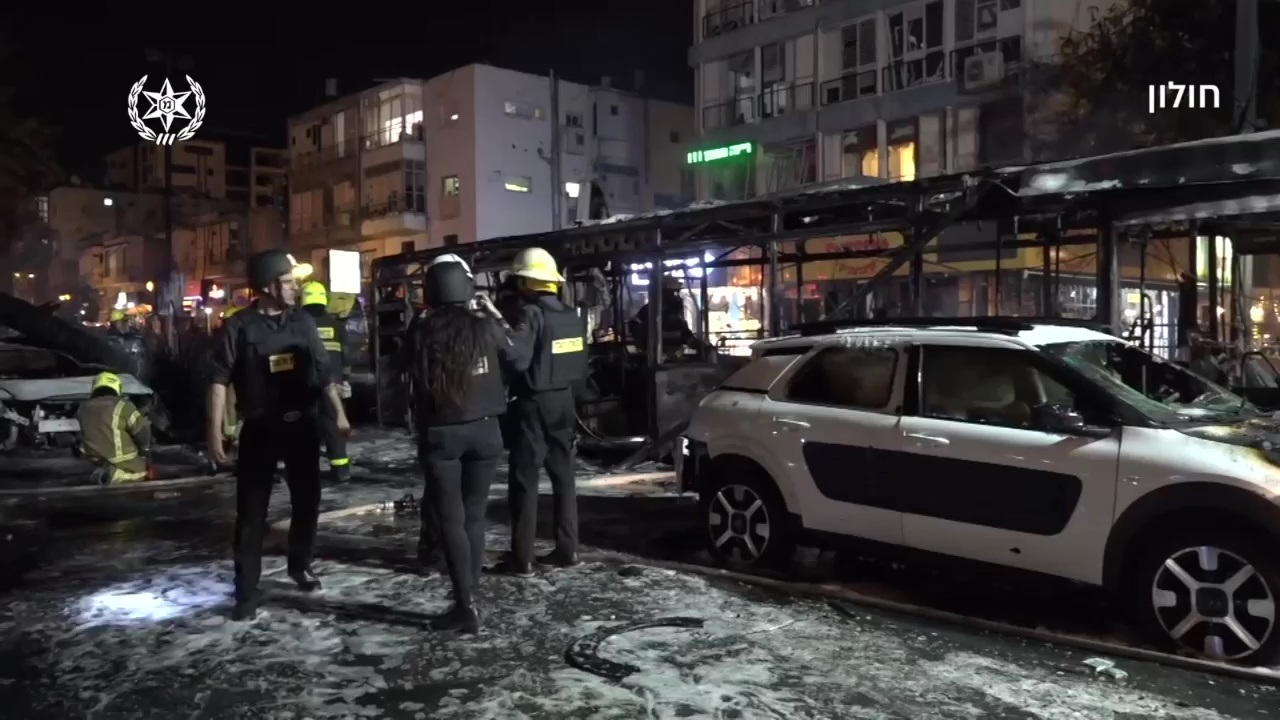

- Izrael 2021 májusában a rakétatámadásokat követően

### Könyvek, monográfiák, folyóiratok

#### Könyvek
- Martin Gilbert: Izrael története (Pannonica Könyvkiadó) ISBN 963-9252-09-3
- B. H. Liddell Hart: Stratégia (Európa Könyvkiadó, Budapest, 2002) ISBN 963-07-7243-4)
- Ian V. Hogg: Izrael hadigépezete (Holló és Társa Kiadó) ISBN 963-8380-93-4
- Dán Ofry: Izráel győzelmes hat napja (Talentum könyvkiadó, 1998) ISBN 963-8396-99-7
- Eugene L. Rogan-Avi Shlaim (szerk.): The war for Palestine: rewriting the history of 1948. Cambridge University Press 2001, 2007

#### Monográfiák
- Samuel M. Katz: Israel's Cutting Edge (Concord Publications Company, 1990)
- Samuel M. Katz: Battleground Lebanon (Concord Publications Company, 1990)

#### Folyóiratok, cikkek
- A Haditechnika folyóirat cikkei:
  - Barna Péter: A víz mint stratégiai tényező. Adalékok a '67-es arab–izraeli háborúhoz. In: Haditechnika, 2000/1, 24–26.
- A Top Gun folyóirat cikkei:
  - Gál József A Közel-keleti légi háborúk története című cikksorozata:
    - I. rész Közel-keleti légi háborúk. In: Top Gun 1996/12 (valóságban 11.), 18–19. o.
    - II. rész Az első, a „függetlenségi háború” 1948–49 – Chel Ha'Avir–az izraeli légierő születése. In: Top Gun 1996/13 (valóságban 12.), 12–15. és 20. o.
    - III. rész Átmeneti időszak a két háború között: 1949–1956. In: Top Gun 1997/1, 18–21. o.
    - IV. rész A „Sínai-hadjárat” 1956. október 29.–november 7.. In: Top Gun 1997/2, 18–21. o.
    - V. rész Az 1967-es háború előzményei I.. In: Top Gun 1997/3, 18–21. o.
    - VI. rész Az 1967-es háború előzményei II.. In: Top Gun 1997/4, 18–21. o.
    - VII. rész Az 1948–1967 közötti időszak főbb repülőgéptípusai. In: Top Gun 1997/5, 20–23. o.
    - VIII. rész Egy klasszikus villámháború 1967. július 5.–10. I. rész. In: Top Gun 1997/7, 20–23. o.
    - IX. rész Egy klasszikus villámháború 1967. július 5.–10. II. rész. In: Top Gun 1997/8, 20–23. o.
    - X. rész Átmeneti időszak a két háború között 1967–1973 I. rész. In: Top Gun 1997/9, 20–23. o.
    - XI. rész Átmeneti időszak a két háború között 1967–1973 II. rész. In: Top Gun 1997/10, 20–23. o.
    - XII. rész Az 1967-es háború utáni időszak főbb repülőgép- és helikoptertípusai. In: Top Gun 1997/11, 20–23. o.
    - XIII. rész A „Yom Kippur” háború, I. rész. In: Top Gun 1997/12, 20–23. o.
    - XIV. rész A „Yom Kippur” háború, II. rész. In: Top Gun 1998/1, 20–23. o.
    - XV. rész A „Yom Kippur” háború, III. rész. In: Top Gun 1998/2, 22–25. o.
    - XVI. rész Átmeneti időszak az 1973–1982-es háborúk között, I. rész. In: Top Gun 1998/3, 16–19. o.
    - XVII. rész Entebbe, 1976. július 4., II. rész. In: Top Gun 1998/4, 20–23. o.
    - XVIII. rész Entebbe, 1976. július 4., befejező rész. In: Top Gun 1998/5, 14–17. o.
    - XIX. rész Babilon-hadművelet 1981. július 7., I. rész. In: Top Gun 1998/6, 22–23. o.
    - XX. rész Babilon-hadművelet 1., II. rész. In: Top Gun 1998/7, 21–23. o.
    - XXI. rész Átmeneti időszak 1973–1982. In: Top Gun 1998/8, 20–23. o.
    - XXII. rész Az ötödik arab-izraeli háború előzményei. In: Top Gun 1998/10, 14–16. o.
    - XXIII. rész Az ötödik arab-izraeli háború 1982.. In: Top Gun 1998/11, 20–23. o.
    - XXVI. rész Az ötödik arab-izraeli háborút követő események.. In: Top Gun 1998/12, 18–21. o.
    - XXV. rész (Kővári László) Izraeli „ászok”. In: Top Gun 1999/2, 20–23. o.

  - Kővári László: Légi támadás az Engesztelés napján. Húsz éve történt. In: Top Gun 1993/9, 44–45. o.
  - Az 1916. évi arab felkelés kiáltványa; ford., sajtó alá rend. Ferwagner P. Ákos, Lőkös István; JATE, Szeged, 1995 (Documenta historica)
  - Abdallah Abdel-Ati Al-Naggar–Szabó Viola: Magyarország és az 1948-as arab-izraeli háború; JATEPress, Szeged, 2020